# Midinettes porteñas
Midinettes porteñas es una película argentina muda y en blanco y negro de 1925, dirigida y producida por el italiano Rafael Parodi y protagonizada por Amelia Mirel y Ángel Boyano.

El dirección técnica de la película cayó a manos del señor Andrés Ducaud y tuvo como productora a la Tylca Film (creada por Parodi desde 1923 a 1926). Amelia Mirel fue la principal protagonista del film considerado casi «pecaminoso». Fue el primer film en la que Parodi innovó utilizando la luz artificial.

## Sinopsis
El film se estrenó en los teatros porteños con una publicidad que tronaba: «¡Un jirón de la vida voluptuosa del eterno femenino!». Se trata de un film más en el que el director deja su marca en retratos humanos de prosapia naturalista.

### Tango «Midinette porteña»
La película estuvo inspirada en el tango homónimo de 1922 compuesta por Carlos Camba y popularizada por Carlos Gardel, que decía de la siguiente manera:

Midinette que trabajas todo el año,

dulce consuelo y honra de tu hogar,

ten cuidado, paloma codiciada,

que muchos gavilanes te acechan sin cesar.

Cuando escuchen mil mentiras tus oídos

de los que visten cual maniqui vivant,

midinette: son frases estudiadas

que han de decirte aquellos que asechándote están.

Nunca te mires en el quebrado espejo

de la que sufre, creyendo que es gozar,

vestir de seda el cuerpo que ha vendido,

lucirse en auto, bailar y trasnochar.

Jamás te apene tu condición humilde

porque en tus ojos, que siempre yo admiré,

se asoma un alma que tiene algo de templo

sin sacrilegio, como en el cabaré.

Midinette que trabajas todo el año,

tu madre reza porque seas feliz,

y a Dios ruega te ampare del peligro

que sigue a las hermosas, ¡peligro de un desliz!

No te olvides que el mundo no perdona.

¡Sólo una madre tiene esa virtud!

Y si muere de pena por tu culpa,

¿quién te dará consuelo? ¡Tan sólo el ataúd!

## Reparto
- Amelia Mirel
- Felipe Farah
- María Delelis
- María Spinelli
- Aquiles Marchesi
- Carlos Dux
- Ángel Boyano